# Pantersnigel
Pantersnigel (Limax maximus), ibland benämnd leopardsnigel, är en snigel tillhörande familjen kölsniglar. Den ingår i släktet Limax, med sammanlagt ett 30-tal arter. Artens trivialnamn syftar på att den vanligen har en fläckig färgteckning i svart, grått och vitt. Den har sydeuropeiskt ursprung men har spridit sig bland annat till Sverige.

## Kännetecken

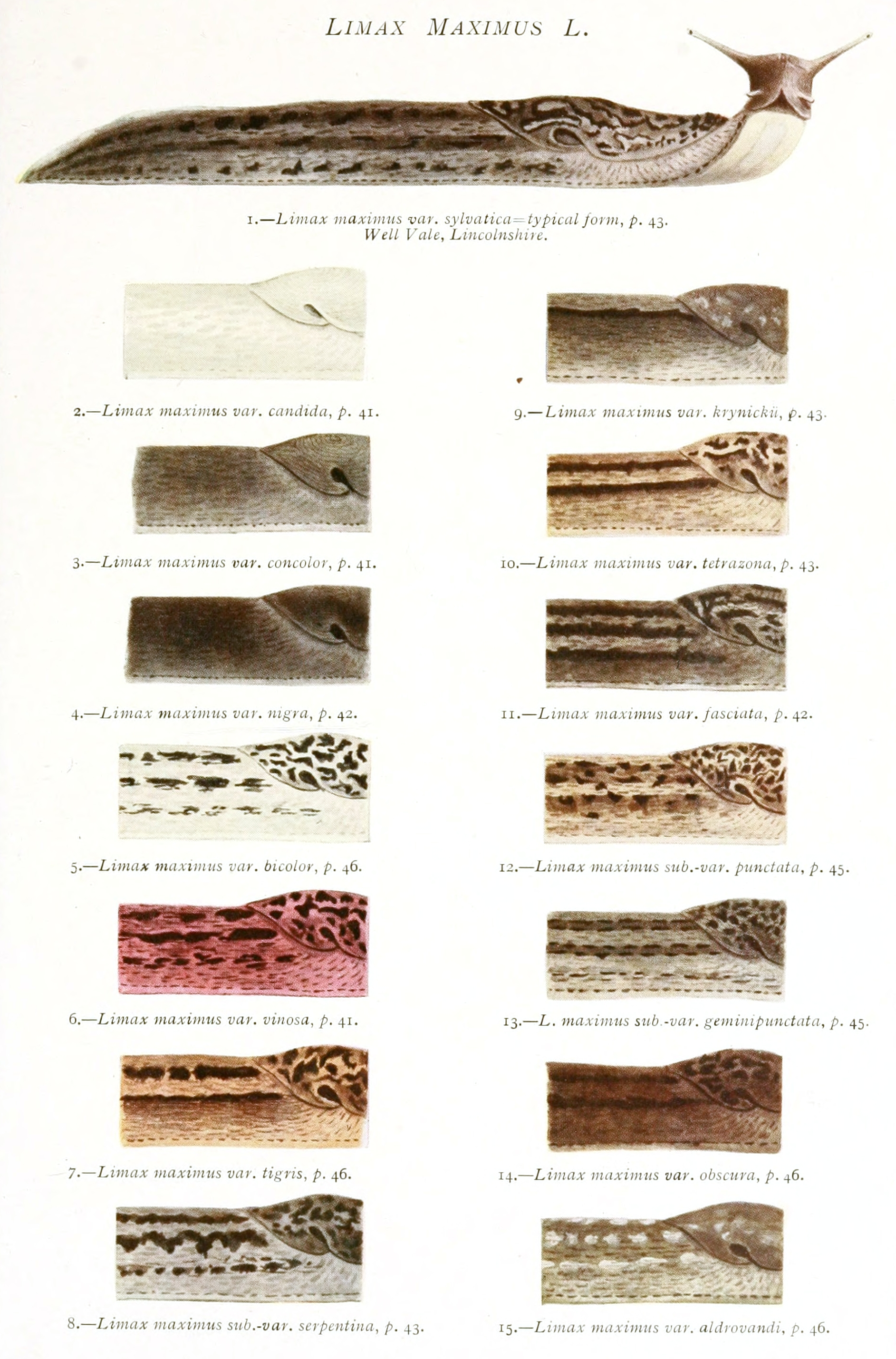
Olika färgteckningar på snigeln.

### Färg och storlek
Pantersnigeln är mycket variabel i utseendet. Oftast är den grå eller beige, med mörkare fläckar eller längsgående band. Det förekommer även individer som är helt vita.
Snigeln är storvuxen, och kroppslängden som fullvuxen är 10 eller 12 till 18 eller 20 centimeter. Detta gör den till Sveriges näst längsta snigel. Den är i regel smalare och mer långsträckt än skogssnigel och mördarsnigel (vanliga sniglar utan skal i svenska marker).

### Huvud, krypsula och rygg
Snigelns huvud är rödbrunt till färgen, i likhet med de enfärgade tentaklerna. Krypsulan är enfärgad och ljus. Snigelns slem saknar färg eller är mycket ljust gultonat.
Arten har andningsöppningen långt bak på den högra sidan av manteln, och öppningens kan överensstämmer med den omgivande kroppsfärgen. Längst bak på avsmalnande kroppen finns en tydlig ryggköl, och den är i regel ljusare än snigeln i övrigt.

### Liknande art
Enfärgat grå till gråsvarta individer förekommer, och då kan den likna gråsvart kölsnigel. Denna snigel har dock en mörkare krypsula, gråfläckiga tentakler och en längre ryggköl.

## Utbredning

### Nativ och spridd
Pantersnigel är inhemsk för Mellaneuropa, Sydeuropa och Medelhavsområdet. Där lever den mestadels i skogsmiljöer. Släktet Limax är inhemskt för Europa och särskilt vanlig runt Medelhavet och Alperna samt på Balkanhalvön. Arten förekommer i låglandet och i bergstrakter upp till 1900 meter över havet.

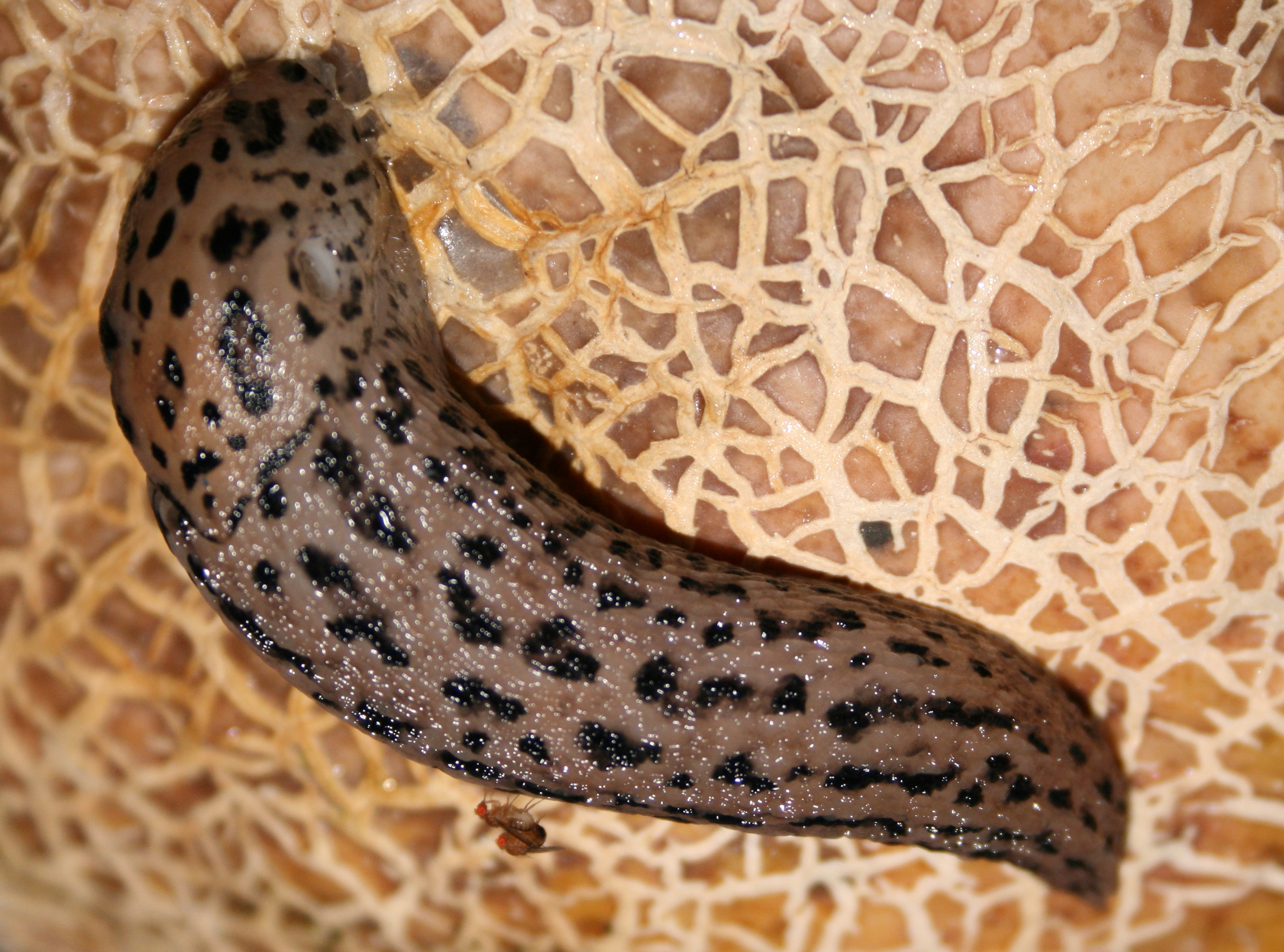
Pantersnigel i en komposthög i New Jersey, oktober 2008.

Med människan har den senare spridits norr och österut i Europa och till andra delar av världen, som Nordamerika (i USA 1867, Kanada 1904 och Mexiko 1926), Madeira och Azorerna (1860 respektive 1878), Japan, Australien, Nya Zeeland (1879), södra Afrika (i Sydafrika sedan 1898) och Brasilien. Den finns också i sydvästligaste Finland (introducerad 1886), västra Norge (introducerad 1870), hela Danmark (införd 1868), nästan hela Sverige (först introducerad 1833) samt på Färöarna (sedan 2003) och på Island (sedan 1997). 1920 noterades den i Estland. På 2020-talet har arten noterats i cirka 38 av USA:s delstater.
Pantersnigel är den enda arten i släktet Limax som spritts vida kring, utanför sitt naturliga spridningsområde. Den har på sina håll kommit att betraktas som både skadedjur och invasiv art.

### Sverige
Till Sverige (där den 2017 var en av sammanlagt 23 snigelarter i landet) har den sannolikt spridits i samband med mellaneuropeisk import av jord och planta. Det första fyndet i landet noterades redan på 1800-talet, men inte förrän under den senare delen av 1900-talet förekom en större spridning. Inledningsvis noterades den från trakterna runt Stockholm.
Arten förekommer här och var i Syd- och Mellansverige, med endast enstaka fynd från Norrland. Särskilt vanlig är den i tätbefolkade områden som västra Skåne, längs med Västkusten och i Stockholmsområdet, men även i jordbruksbygder som på Västgötaslätten. Även på Öland har gjorts många noteringar av förekomsten.
Fram till 2025 har den noterats i alla svenska län utom Jämtlands och Norrbottens län; i inlandet fanns då förekomster i inlandet från sydöstra Dalarna, medan den längs med kusten upptäckts upp till kustområdet i Västerbotten. Fynd har dock även noterats från Jämtland och Norrbotten, och SLU bedömde 2024 att arten även har förutsättningar att få större spridning till västra Norrland och inom det kommande halvseklet också till nordligaste Sverige. Detta baseras på att ett allt varmare svenskt klimat (se global uppvärmning) förskjuter artens biologiska levnadsgräns norrut.

## Levnadssätt

### Biotop och föda
Pantersnigeln förekommer oftast i närheten av människans bosättningar; trädgårdar, parker, kyrkogårdar och olika sorters ruderatmarker är vanliga levnadsmiljöer. Den har även börjat sprida sig ut i naturliga lövskogsmiljöer, bland annat i Skåne och i Västsverige. Den är en omnivor som främst är aktiv på natten och tillbringar dagen gömd på någon fuktig och skyddad plats, till exempel under en sten eller ett omkullfallet träd. Fuktiga källare kan också användas som gömställe.
Födan utgörs i första hand av multnande löv och växtrester i stort, men den kan även livnära sig som rovdjur och asätare. Bland annat kan den agera aggressivt mot svart skogssnigel och andra snigelarter. Bland den växtbaserade födan finns olika slags rotknölar, frukt, löv, rötter, blommor och fleråriga örter.

### Parning
Parningsbeteendet delar snigeln med en liknande art, gråsvart kölsnigel (Limax cinereoniger). Båda arterna parar sig hängande i slemtråd och inte på marken som andra sniglar. I likhet med andra sniglar är dock arten tvåkönad, så den kan även befrukta sig själv. Penisen på pantersnigeln är relativt kort och tjockare vid fästet av retraktormuskeln.

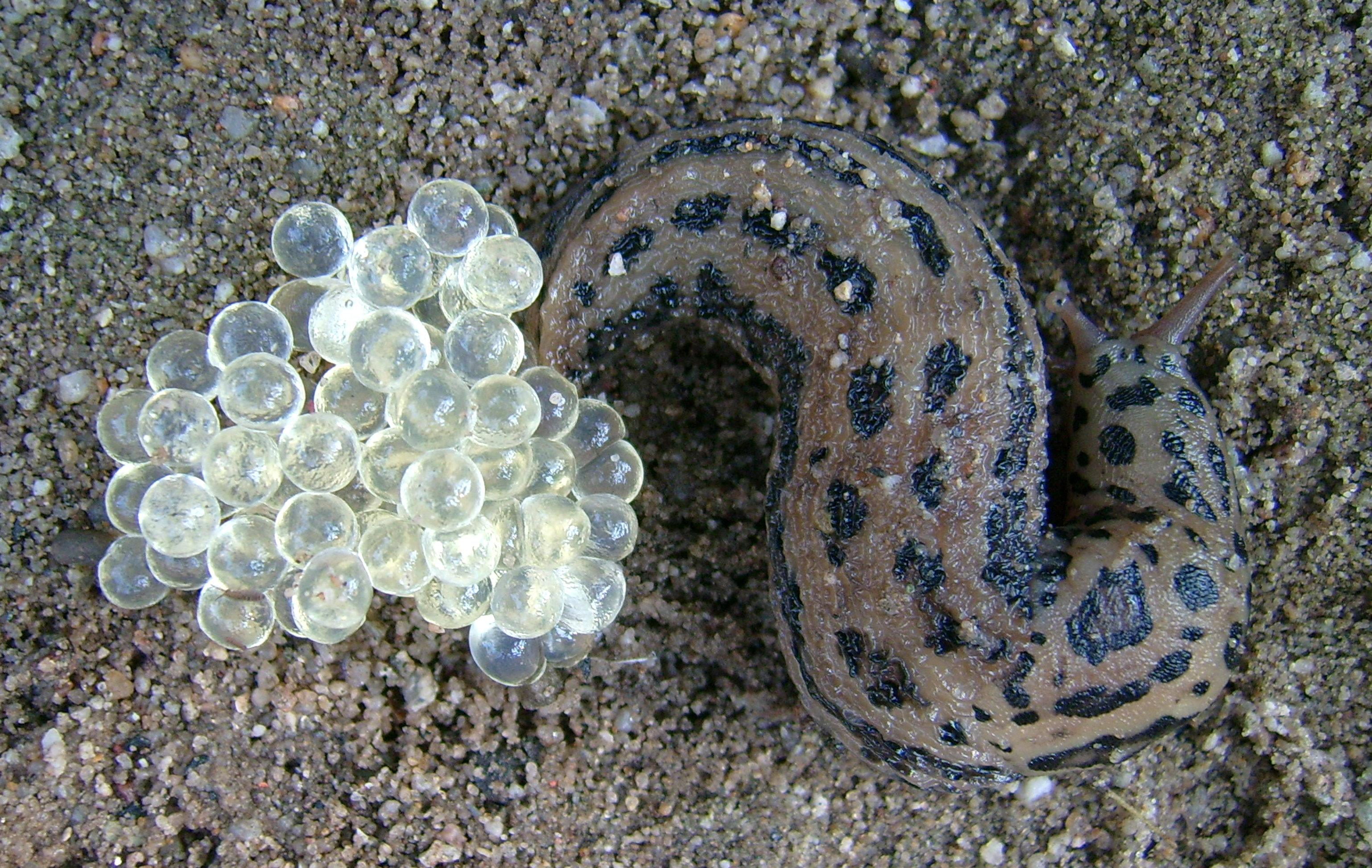
Pantersnigel med äggsamling.

Unga exemplar av pantersnigel liknar fullvuxna individer. De olika sidobanden längs med kroppen bryts upp i fläckar, ju större snigeln är eller blir.

### Tillväxt
Arten kan överleva sitt första år och i vissa fall bli upp till tre år gammal.
I samband med fuktiga somrar kan arten växa till sig rejält i antal. Normalt orsakar den dock inte större skador på odlingar, och den livnär sig främst på dött växtmaterial. Genom att den även äter andra sniglars ägg kan den dock verka hämmande på utbredning av mördarsnigel, något som trädgårdsodling kan gynnas av.

## Hot
Pantersnigel är inte ursprunglig i Sverige. Den betraktas i SLU:s artdatabank som en invasiv art, med riskbedömningen "Hög risk" (HI).
I Hawaii utgör pantersnigel och andra sniglar från ett tempererat klimat ett hot mot trädgårdsodlingar, skogsplanteringar och det kommersiella jordbruket. Även på andra håll ses snigeln som ett skadedjur inom jordbruket.
Snigeln kan även vara värddjur för Angiostrongylus cantonensis, en nematod som kan förorsaka hjärnhinneinflammation. Nematoden kan sprida sig till människan via dåligt kokta sniglar (som mat), men vid några fall från Sydostasien har enbart hantering av snigeln lett till smittospridning.
För pantersnigeln själv är inga hot kända. Den listas av IUCN som livskraftig (LC).

## Namn
Arten har pantersnigel som svenskt trivialnamn, men även leopardsnigel förekommer. Denna benämning syftar på den fläckiga kroppsteckningen, vilket skiljer sig från många mer enfärgade sniglar.
Det vetenskapliga artnamnet Limax maximus noterades 1758 av Carl von Linné. maximus syfter här på 'den störste', med koppling till snigelns storlek. Snigeln är dock inte den allra största snigeln (i Sverige). Arten hade redan före Linné beskrivits vetenskapligt 1678, av Lister.